# Manuel Marrero Cruz

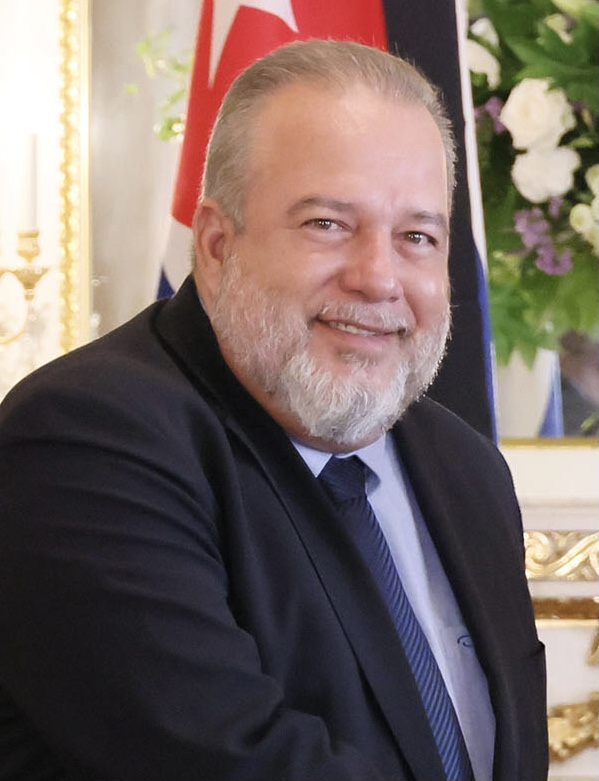
Manuel Marrero Cruz

Manuel Marrero Cruz (* 11. Juli 1963 in Holguín, Kuba) ist ein kubanischer Politiker. Er ist als Präsident des Ministerrats seit 2019 amtierender Regierungschef der Republik Kuba.
Marreo Cruz studierte zunächst Architektur. In den 1990er Jahren war er Leiter der technischen Investitionsgruppe der Gaviota-Gruppe, der Tourismus-Abteilung der vom Militär kontrollierten GAESA-Holding. Später wurde er zunächst stellvertretender und danach Generaldirektor des Hotels Río de Luna in Guardalavaca. Gleichzeitig war er Delegierter der Gaviota für Kubas östliche Provinzen. 1999 wurde Marreo Cruz zunächst Vizepräsident und 2001 Präsident der Gaviota.
Manuel Marrero Cruz ist Mitglied des Politbüros der Kommunistischen Partei Kubas. Von 2004 bis 2019 war er Tourismusminister. Er wurde von seinem Vorgänger und heutigem Präsidenten, Miguel Díaz-Canel Bermúdez, eingesetzt.